# Esaú

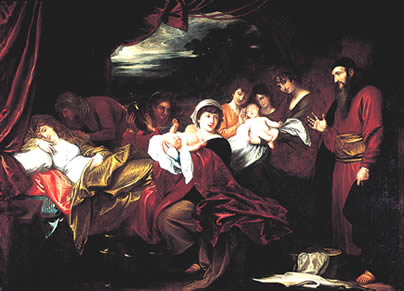
"Naixement d'Esaú i Jacob", obra de Benjamin West.

En el Gènesi, Esaú o Edom (en hebreu: עֵשָׂו בן-יִצְחָק Ēśāw ben Yishāq) era el fill d'Isaac i Rebeca. El primer que va néixer amb la bessonada i germà de Jacob.

## Història d'Esaú segons el Gènesi
Era més aficionat a la caça que no pas el seu germà, de manera que era més estimat pel seu pare, encara que la seva mare estimava més Jacob. Quan els bessons comptaven quinze anys, succeí que Esaú arribà de caçar famolenc i va vendre la primogenitura a Jacob per un plat de llenties. Segons el judaisme, aquell dia, Esaú estava cansat perquè havia comès tres pecats capitals (assassinat, adulteri i idolatria); a més, el mateix dia va morir Abraham.
Molts anys més tard, el dia en què el seu pare volia beneir-lo, el seu germà el va suplantar disfressant-se amb pells de cabra que li cobrien els braços per simular la pilositat d'Esaú (el seu pare, Isaac, ja no tenia la vista gaire bé).
Quan li va demanar que el beneís, el seu pare li va dir que ja no podia fer-se enrere perquè ja havia beneït Jacob, però li va dir que, un cop ell ja fos mort, no matés el seu germà. De totes maneres, Jacob va marxar de casa seva i va anar a viure a Mesopotàmia, a casa del seu oncle Laban, germà de la seva mare, Rebeca.
Quan Esaú arribà als quaranta anys, prengué per muller la hitita Jehudit, filla de Beerí (en un capítol posterior se l'anomena Oholibamà, filla d'Anà), amb qui infantà:
- Jeuix
- Jalam
- Córah

També s'uní a la hitita Bassemat (en un capítol posterior se l'anomena Adà), filla d'Elon, amb qui tingué un fill:
- Elifaz

Això va decebre molt Isaac i Rebeca, que veien com la seva sang i les seves tradicions es barrejaven amb altres d'estranyes. La relació de les dues joves amb la seva sogra Rebeca fou difícil. Per a acontentar els seus pares, va agafar com a tercera muller Mahalat (posteriorment anomenada Bassemat), filla del seu oncle Ismael, qui li donà un fill:
- Reuel

Alguns estudiosos creuen que el fet que les esposes d'Esaú apareguin amb dos noms diferents és a causa que Esaú els canvià el nom hitita per un d'hebreu com una forma de calmar els ànims dels seus pares. Així, el nom que apareix inicialment als capítols 26 i 28 del Gènesi seria el nom hebreu que els donà, en canvi, al capítol 36 se les anomenaria pel seu nom originari. Amb la seva tercera esposa, hauria passat que tenia un nom que ja havia donat a una altra de les seves esposes, així que per no tenir dues esposes amb el mateix nom, també li canvià.
Poc abans de morir el seu pare, Jacob va tornar a casa amb les seves esposes. Tan bon punt va arribar, Esaú i Jacob van perdonar-se mútuament. Després de l'enterrament del seu pare, Esaú s'instal·là a Edom, on els seus fills serien els caps de les tribus edomites.
Segons el Llibre de Jasher, va morir assassinat per Sem, fill de Noè, ancestre seu. En canvi, en el Llibre dels Jubileus es narra que va morir durant una batalla entre Jacob i els seus fills contra Esaú i els seus.